# 佐川奨茉
佐川 奨茉（さがわ しょうま、2002年1月20日 - ）は、ジャパンラグビーリーグワン三菱重工相模原ダイナボアーズに所属するラグビー選手。

## プロフィール
- 福島県出身[1]。
- ポジションはナンバーエイト(No8)。
- 身長 180 cm、体重 103 kg

## 略歴
2020年、佐野日大高校卒業後、日本大学に入学。
2023年、日本大学ラグビー部の主将に就任。
2024年、アーリーエントリーで三菱重工相模原ダイナボアーズに加入。
2025年5月3日に行われたJAPAN RUGBY LEAGUE ONE第17節カンファレンスAブレイブルーパス東京戦に途中出場でリーグワン公式戦初出場を果たして、デビュー戦でトライをあげた。